# American Forces Network

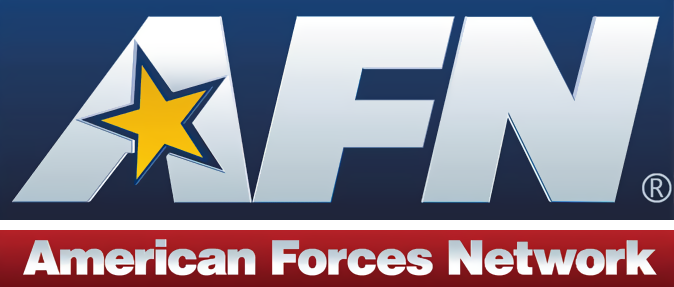
Logo de AFN

American Forces Network (AFN, traducible al español como Cadena de las Fuerzas Estadounidenses) es el servicio de transmisión operado por el Servicio de Radio y Televisión de las Fuerzas Armadas de los Estados Unidos (en inglés: American Forces Radio and Television Service, AFRTS, comúnmente pronunciado "A-farts") para sus redes internas de entretenimiento e información de comando en todo el mundo. La red mundial de transmisión de radio y televisión de AFN sirve a los militares estadounidenses y sus familias estacionados en bases en el extranjero, así como a los buques de la Armada estadounidense en el mar. AFN transmite programas populares de las principales cadenas de radio y televisión de Estados Unidos. A veces se lo denomina Armed Forces Network (Cadena de las Fuerzas Armadas). AFN está adscrito al Departamento de Defensa de Estados Unidos.
Los orígenes de AFN se remontan al 26 de mayo de 1942, cuando el Departamento de Guerra estableció el Servicio de Radio de las Fuerzas Armadas (Armed Forces Radio Service, AFRS). Un servicio de televisión se introdujo por primera vez en 1954 con una estación "piloto" en la Base de la Fuerza Aérea de Limestone, Maine. En 1954, la misión de televisión de AFRS fue oficialmente reconocida y AFRS se convirtió en AFRTS (Armed Forces Radio and Television Service, Servicio de Radio y Televisión de las Fuerzas Armadas). Todas las filiales de radiodifusión de las Fuerzas Armadas de todo el mundo se fusionaron bajo la marca AFN el 1 de enero de 1998. El 21 de noviembre de 2000, el Servicio de Información de las Fuerzas Armadas estadounidenses cambió el título organizativo de AFRTS de Armed Forces Radio and Television Service a American Forces Radio and Television Service.
AFN transmite desde instalaciones en Alemania, Arabia Saudita, España, Bélgica, Corea del Sur, Italia, Japón, Honduras, la isla Diego García y Guam. En el pasado, AFN también ha transmitido desde instalaciones en Irak, Puerto Rico, Portugal, Libia, Etiopía, Irán, Francia, Grecia, Turquía, Canadá, Groenlandia, Islandia, Panamá, Filipinas, Tailandia y Vietnam, así como los estados estadounidenses de Alaska y Hawaii.

## Historia
Los orígenes de la Red de las Fuerzas Armadas se remontan al 26 de mayo de 1942, cuando el Departamento de Guerra estableció el Servicio de Radio de las Fuerzas Armadas (Armed Forces Radio Service, AFRS)[3]. El servicio de televisión se introdujo por primera vez en 1954 con una estación piloto en la Base de la Fuerza Aérea de Limestone, Maine. En 1954, la misión televisiva de AFRS fue reconocida oficialmente y AFRS (Servicio de Radio de las Fuerzas Armadas) se convirtió en AFRTS (Servicio de Radio y Televisión de las Fuerzas Armadas). Todas las filiales de radiodifusión de las Fuerzas Armadas en todo el mundo se fusionaron bajo la bandera de AFN el 1 de enero de 1998. El 21 de noviembre de 2000, el Servicio de Información de las Fuerzas Americanas ordenó el cambio del título organizativo de AFRTS de Servicio de Radio y Televisión de las Fuerzas Armadas a Servicio de Radio y Televisión de las Fuerzas Americanas. La historia de la AFN está disponible en línea.

### Orígenes
KODK comenzó a emitir desde la base del ejército estadounidense Fort Greely en Kodiak, Alaska, antes de la creación de la AFRS. Fort Greeley fue construido para defender y era parte integral de la Estación Aérea Naval de Kodiak, a veces llamada Base Operativa Naval. La construcción de ambos estaba en marcha en 1940. La estación naval y la radio AFRS siguieron funcionando, pero Fort Greely cerró al final de la Segunda Guerra Mundial. Años más tarde, el nombre de Fort Greely resurgió para la base militar de Big Delta (cerca de Delta Junction). La pequeña ciudad de Kodiak, situada a seis millas de distancia, no tenía ninguna emisora de radio, mientras que Anchorage y Fairbanks, donde pronto se establecerían bases del Ejército y de la Fuerza Aérea, tenían emisoras de radio civiles. Por lo tanto, el KODK tenía la función principal de llevar la radio a las fuerzas armadas y a los civiles de la zona de Kodiak. La señal de salida de la KODK era el memorable "Goodnight, Sweetheart" con una conmovedora melodía de Les Preludes de Liszt. La emisora vivió para llevar la primera televisión a Kodiak.
La primera emisora de radio comenzó en Delta Junction, Alaska, en lo que entonces se conocía como Fort Greely. Se llamaba KODK y era operada por personal de la base. En los años anteriores a la Segunda Guerra Mundial, hubo varias emisoras de radio en las bases militares estadounidenses, pero ninguna fue reconocida oficialmente hasta 1942. El éxito de estas emisoras individuales ayudó a allanar el camino para la AFN. Por lo tanto, no hubo una sola estación que pudiera llamarse la "primera" en firmar como estación de la AFN. Sin embargo, unos dos meses antes del establecimiento formal de la AFN, una emisora llamada "PCAN" comenzó un servicio regular de información en la Zona del Canal de Panamá, principalmente para las tropas que vivían en la selva. La estación, ubicada en Fort Clayton, se convertiría más tarde en parte de AFRS, primero simplemente como "Red de las Fuerzas Armadas", ubicada en Albrook Field.

## Formatos

### Radio
AFN produce 11 formatos disponibles para uso en las estaciones afiliadas. Las estaciones deciden el modo de uso de esos formatos. Los formatos en cuestión son los siguientes:
- AFN The Blend (canciones exitosas y clásicas)
- AFN Country (country y western)
- AFN Gravity (música urbana)
- AFN Legacy - Deep Classic Rock Gems
- AFN Freedom Rock (música rock)
- AFN Joe Radio (música de los 80's y 90's)
- AFN The Voice (noticias, debate e información)
- AFN Clutch (programación deportiva suministrada por ESPN y Yahoo! Sports Radio)
- AFN Fans (programación deportiva suministrada por FOX Sports Radio y Sports Byline USA)
- AFN Power Talk (debates liberales y conservadores)
- NPR AFN (programas de la radio pública, principalmente de NPR)

### Radio por Internet
AFN Go es el servicio de radio por Internet de AFN. Con este servicio, los oyentes pueden sintonizar la estación local de AFN, así como ocho canales de música e información adicionales a través de Internet. AFN Go solo funciona en países donde se transmite la radio AFN. Los canales adicionales en cuestión son los siguientes:
- AFN The Blend (canciones exitosas y clásicas)
- AFN Country (country y western)
- AFN Gravity (música urbana)
- AFN Legacy - Deep Classic Rock Gems
- AFN Freedom Rock (música rock)
- AFN Joe Radio (música de los 80's y 90's)
- AFN The Voice (noticias, debate e información)
- AFN Power Talk (debates liberales y conservadores)
- AFN Fans (programación deportiva suministrada por FOX Sports Radio y Sports Byline USA)[8]

### Televisión
Al igual que su contraparte de radio, AFN TV intenta transmitir programación de una variedad de fuentes para replicar la programación en un canal de televisión estadounidense típico, con programación de varias cadenas estadounidenses (incluido PBS) y proveedores de programas a bajo costo ya que AFN no transmite comerciales y en ese sentido no puede tener ganancias al emitir programas como lo hacen las televisoras en los Estados Unidos. En su lugar, AFN inserta anuncios de servicio público sobre diversos temas. Estos pueden ser espacios de agencias civiles creados por el Ad Council, organizaciones benéficas de salud religiosa y pública reconocidas a nivel nacional, anuncios de "información de comando" de AFN producidos por la Oficina de Producción de Radio-Televisión (RTPO) o anuncios de un afiliado regional o local de AFN. Los anuncios de servicio público más comunes que se muestran tratan sobre acoso sexual, salud y seguridad pública, protección de la fuerza/antiterrorismo, orgullo en el servicio y mensajes a las tropas.
AFN produce y emite 8 canales bajo el sistema NTSC. Son accesibles para el personal de servicio militar y otro personal apostado en el extranjero. Se puede acceder a los ocho canales en áreas centrales, que incluyen, entre otros, ubicaciones europeas, coreanas y japonesas. Gran parte del resto del mundo se limita a una emisión naval más pequeña pero más extendida. Los canales en cuestión son:
- AFN Prime (programas de entretenimiento. Dividido en 3 feeds: AFN Prime Atlantic (Europa), AFN Prime Freedom (Medio Oriente) y AFN Prime Pacific (Asia-Pacífico))
- AFN Spectrum (programas clásicos y una selección de programas de la televisión pública)
- AFN News (noticias)
- AFN Family/AFN Pulse (entretenimiento para niños y adolescentes. AFN Pulse aparece en horario estelar con programación para adolescentes)
- AFN Movie (películas)
- AFN Sports (deportes como fútbol americano, baloncesto, hockey sobre hielo, fútbol y golf)[8]
- AFN Sports 2 (lucha libre y deportes de motor)
- AFN Sports HD (canal deportivo en alta definición)

## AFN en naciones hispanoparlantes

### España
AFN tiene 2 estaciones de radio en España, transmitiendo desde la Base Naval de Rota (102.5 FM) y la Base Aérea de Morón (92.1 FM).

### Puerto Rico
Aún conocido como el Servicio de Radio y Televisión de las Fuerzas Armadas (Armed Forces Radio and Television Service), las bases militares en Puerto Rico recibieron programación de radio de los estudios del Ejército en Ft. Brooke en San Juan, así como su reproducción local de shows de radio de entretenimiento de Estados Unidos. Este servicio de radio, conocido como Armed Forces Caribbean Network o AFCN (Cadena del Caribe de las Fuerzas Armadas), sirvió bases militares en Puerto Rico desde transmisores en San Juan (Fort Brooke, Fort Buchanan), Roosevelt Roads y la Base Aérea Ramey. Cada una de estas bases también tenía sus propios transmisores de televisión o sistemas de cable que reproducían la programación televisiva en los Estados Unidos entregada a cada ubicación en "paquetes" semanales de grabaciones cinematográficas de 16 mm.

### Panamá
El servicio de radio a las tropas estadounidenses estacionadas en la Zona del Canal de Panamá fue inaugurado en 1940 con estaciones improvisadas. El servicio de televisión fue inaugurado en 1956 en el Canal 8 para el Pacífico y Canal 10 en el Atlántico. El servicio fue provisto inicialmente desde Albrook Field y luego como la Caribbean Forces Network (Cadena de Fuerzas del Caribe) en Fort Clayton con repetidoras en el lado Atlántico de la Zona del Canal. A principios de la década de 1960 con la reorganización del comando ubicado en la Zona del Canal, CFN se convirtió en la Southern Command Network (SCN, Cadena del Comando Sur). SCN suspendió la transmisión en 1999 justo antes de la devolución de la Zona del Canal a Panamá cuando las tropas estadounidenses fueron retiradas de ese país en virtud de los Tratados Torrijos-Carter.

### Honduras
AFN Honduras, que comenzó en 1987 como SCN Honduras, ahora transmite desde la Base Aérea Soto Cano en 106.5 FM y sirve a más de 600 miembros del servicio estadounidense estacionados en la instalación, así como a numerosos empleados civiles y contratistas. La misión principal de la estación es la programación de radio, que incluye dos espectáculos diarios en vivo. El personal también ocasionalmente produce paquetes de noticias en video.